# Cybaeopsis macaria
Cybaeopsis macaria är en spindelart som först beskrevs av Chamberlin 1947.  Cybaeopsis macaria ingår i släktet Cybaeopsis och familjen mörkerspindlar. Inga underarter finns listade i Catalogue of Life.